# تئاتر رومی مریدا
تئاتر رومی مریدا (به انگلیسی: Roman Theatre of Mérida) یک تئاتر رومی در کُلونی رومی امریتا آگوستا مرکز استان روم لوزیتانیا بود که اکنون در مریدا، اسپانیا واقع شده است. ساخت آن توسط کنسول ویپسانیوس آگریپا آغاز شد و در ۱۶–۱۵ قبل از میلاد ساخته شد. این بنا برای نمایش‌های تئاتر رومی در دوران روم باستان استفاده می‌شد.
این تئاتر دستخوش بازسازی‌های متعددی شده است، به ویژه در اواخر قرن اول یا اوایل قرن دوم میلادی (احتمالاً در زمان امپراتور تراژان)، زمانی که نمای فعلی (اسکائنا فرونت) برپا شد، و بار دیگر در زمان کنستانتین اول (بین سال‌های ۳۳۰ تا ۳۴۰ میلادی) که عناصر تزئینی و معماری جدید در اطراف بنا افزوده شدند. پس از رها شدن تئاتر در اواخر دوران باستان، به آرامی با خاک پوشیده شد و تنها طبقات بالای صندلی‌ها (سوما کاوه‌آ) قابل مشاهده بود. در فولکلور محلی این مکان به عنوان «هفت صندلی» شناخته می‌شد، که طبق سنت روایی محلی‌ها، چندین پادشاه مورو (مسلمان) بر آن نشسته بودند تا در مورد سرنوشت شهر تصمیم بگیرند.
این بنا به عنوان بخشی از یک مجموعه سرگرمی همراه با آمفی تئاتر مریدا ساخته شده است. امروزه هر دو بخشی از گروه باستان‌شناسی مریدا هستند که یکی از بزرگ‌ترین و گسترده‌ترین سایت‌های باستان‌شناسی در اسپانیا است و در سال ۱۹۹۳ توسط یونسکو به عنوان میراث جهانی اعلام شد. این تئاتر یکی از مشهورترین و پربازدیدترین نقاط دیدنی اسپانیا است و به عنوان نماد فرهنگی اسپانیا در نظر گرفته می‌شود و به عنوان یکی از ۱۲ گنج اسپانیا انتخاب شده است.

## بنا

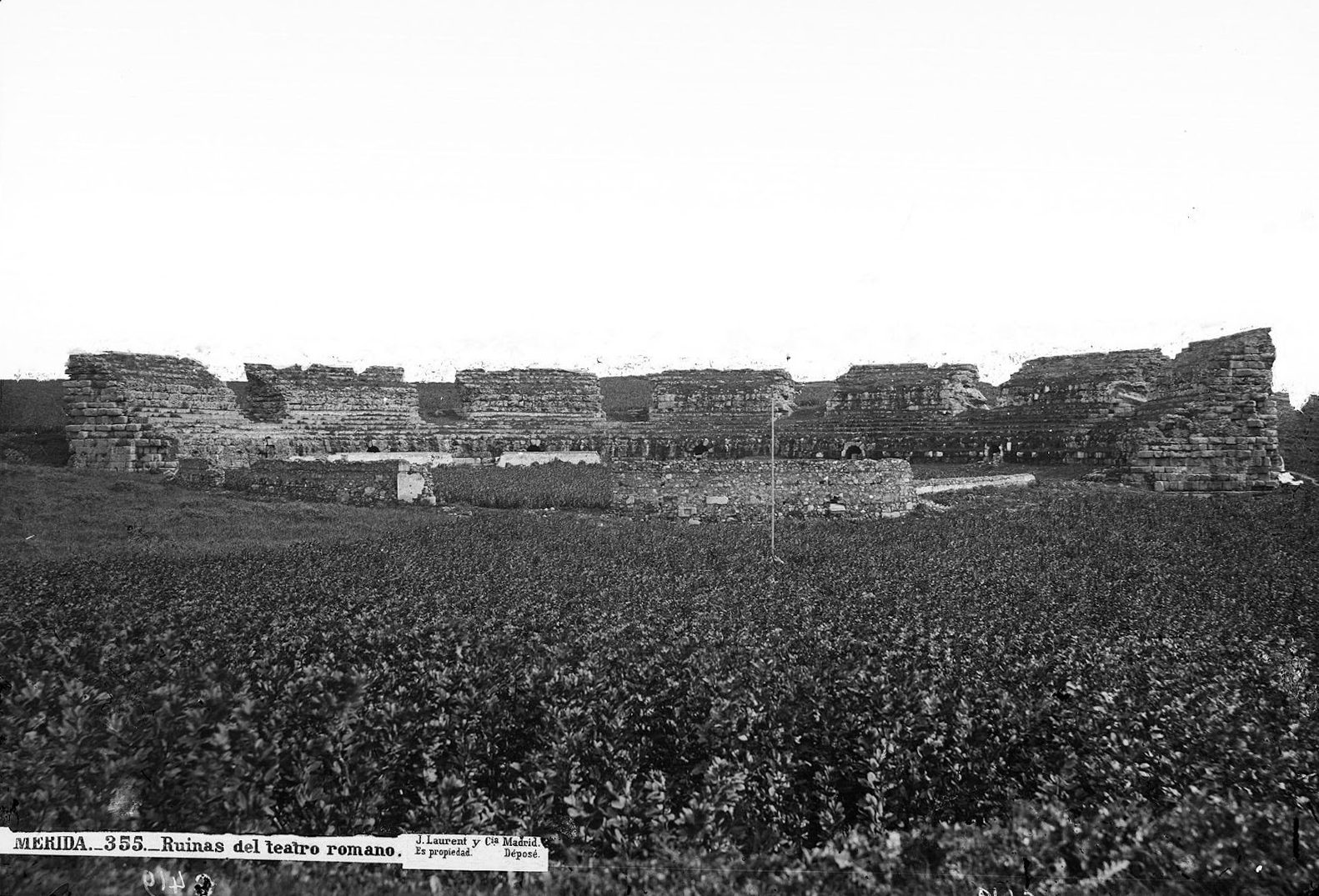
تئاتر رومی در سال ۱۸۶۷، قبل از کاوش‌های باستان‌شناسی. عکس از J. Laurent

این تئاتر در مجموعه باستان‌شناسی مریدا، یکی از بزرگ‌ترین و گسترده‌ترین سایت‌های باستان‌شناسی در اسپانیا واقع شده است. در سال ۱۹۹۳ توسط یونسکو به عنوان میراث جهانی معرفی شد. این تئاتر در حاشیه شهر رومی و در مجاورت دیوارهای شهر باستانی قرار گرفته بود. برخی از صندلی‌ها در تپه ای به نام «سرو د سن آلبین» ساخته شده بودند.
این ساختمان که مطابق با قوانین رساله‌های ویترویوس است، مطابق با مدل معمولی رومی ساخته شده بود. این سازه شباهت‌هایی با تئاترهای دوجا (تونس)، اورانژ (فرانسه)، پمپئی (ایتالیا) و رم دارد.
شکل نیم دایره ای کاوه‌آ، جایگاه‌ها، در شیب تپه سن آلبین گنجانده شده است. در زمان خود، این تئاتر گنجایش ۶۰۰۰ صندلی داشت. قطر آن حدود ۸۶ متر (۲۸۲ فوت) است. کاوه‌آ به سه ناحیه تقسیم می‌شوند: درونی‌ترین ایما کاوه‌آ، (۲۲ ردیف)، مدیا کاوه‌آ (۵ ردیف) و سوما کاوه‌آ که امروز به شدت تخریب شده است. ردیف‌های اول ایما کاوه‌آ، جایی بود که طبقات اجتماعی ثروتمندتر در آنجا می‌نشستند و به پنج بخش شعاعی، پله‌های محدود، سطح افقی و راهرویی که آن را از بقیه جدا می‌کند، تقسیم می‌شود. شش در بالای راهرویی که توسط یک حلقه گنبدی نیم دایره پوشیده شده است، به این صندلی‌ها دسترسی می‌دهد که به عنوان درهای ورودی و خروجی در دو انتها عمل می‌کنند. کاوه‌آهای میانی و پشتی هر کدام دارای پنج ردیف صندلی هستند و توسط سیستم پیچیده‌ای از طاق‌ها و طاق‌آهنگ‌ها پشتیبانی می‌شوند. در مجموع، سیزده در بیرونی دسترسی و ورود به تئاتر را تسهیل می‌کند.

### استیج

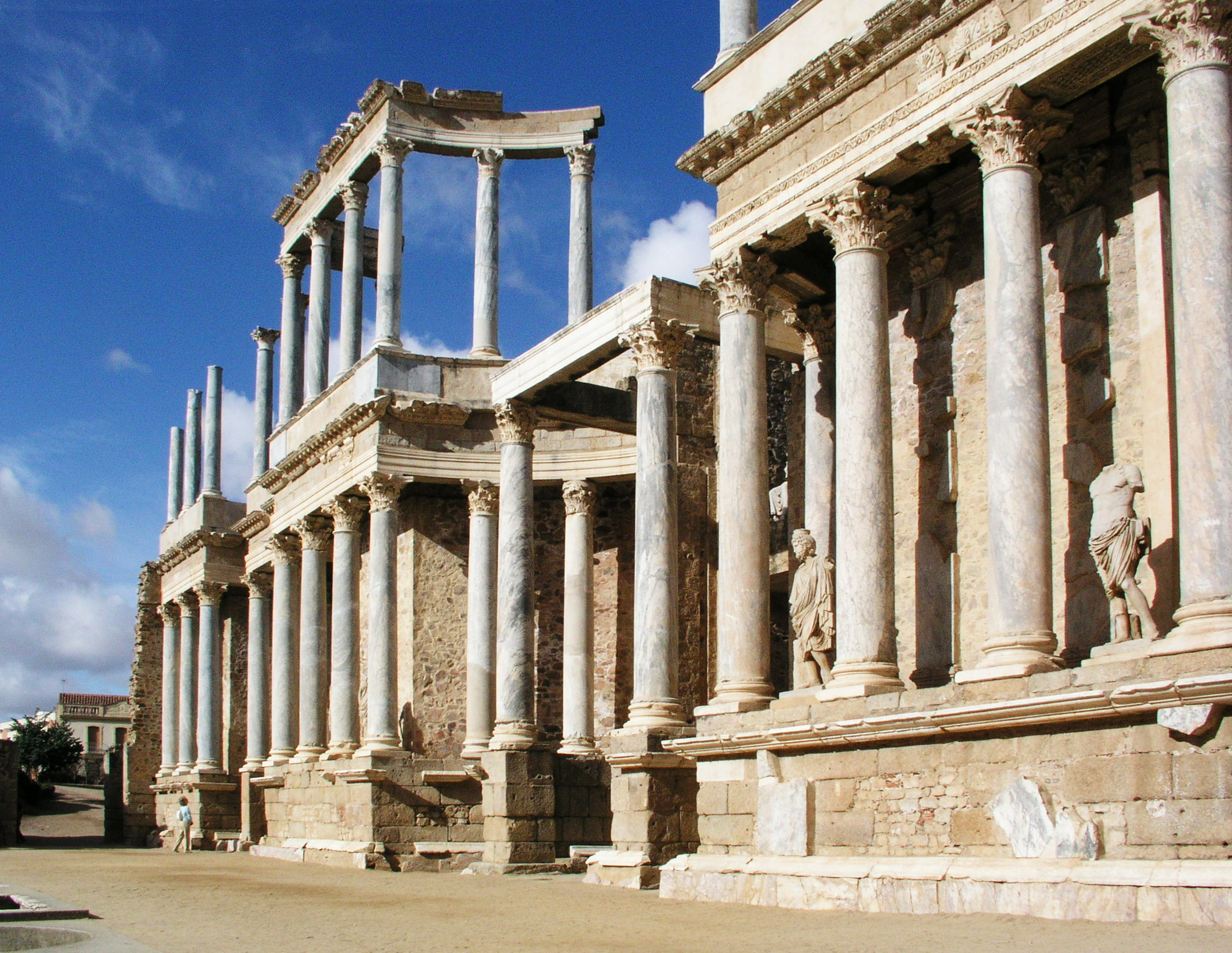
استیج

لبه جلوی استیج یا صحنه (پروسکنیوم) از جنس سنگ بود و پولپیتوم سکوی مستطیل شکلی بود که در اصل با چوب پوشانده شده بود. این سکو دارای سوراخ‌هایی در کف است که در دوران باستان برای قرار دادن تخته‌های نقاشی شدهٔ پس زمینه منظره و سایر زیرساخت‌ها استفاده می‌شد. فضای پایین پروسکنیوم دیدنی‌ترین ویژگی تئاتر که نمای جلویی یا پورتیکوس پُست اسکائنام نامیده می‌شود. عرض آن ۷٫۵ متر، طول ۶۳ متر و ارتفاع کل آن ۱۷٫۵ متر است. از پایه‌ای از سنگ‌فرش‌های مرمر قرمز تشکیل شده است که بر روی آن ستون‌های کورینتی با سنگ مرمر رگه‌های آبی به‌عنوان میله‌ها با پایه‌ها و سرستون‌های سفید قرار دارند. این ستون‌ها یک اسپر را با آرشیترو و دیوارها و قرنیزهای تزئینی مجمل پشتیبانی می‌کنند. یک دیوار بزرگ مرمری پشت صحنه را دربر گرفته است. دکور این قسمت با مجسمه‌های شبیه‌سازی که بین ستون‌ها قرار دارند، تکمیل می‌شود و نسخه‌های اصلی مجسمه‌ها اکنون در موزه ملی هنر رومی در مجاورت بنا نگهداری می‌شوند. این پیکره‌ها شامل الهه سرس، پلوتون، پروسرپینا و شخصیت‌های دیگر با توگا و زره هستند که به عنوان پرتره امپراتوری تعبیر شده‌اند. سه در به بازیگران اجازه ورود به صحنه را می‌دهد، یک دریچه مرکزی و دو دریچه جانبی. در کناره‌ها و پشت دستگاه‌های متعددی قرار دارد که توسط بازیگران و تکنسین‌ها استفاده می‌شد. مشخص نیست که چیدمان اصلی صحنه چگونه بوده است، زیرا به نظر می‌رسد که نمای فعلی در زمان امپراتور تراژان ساخته شده است.

### پریستایل

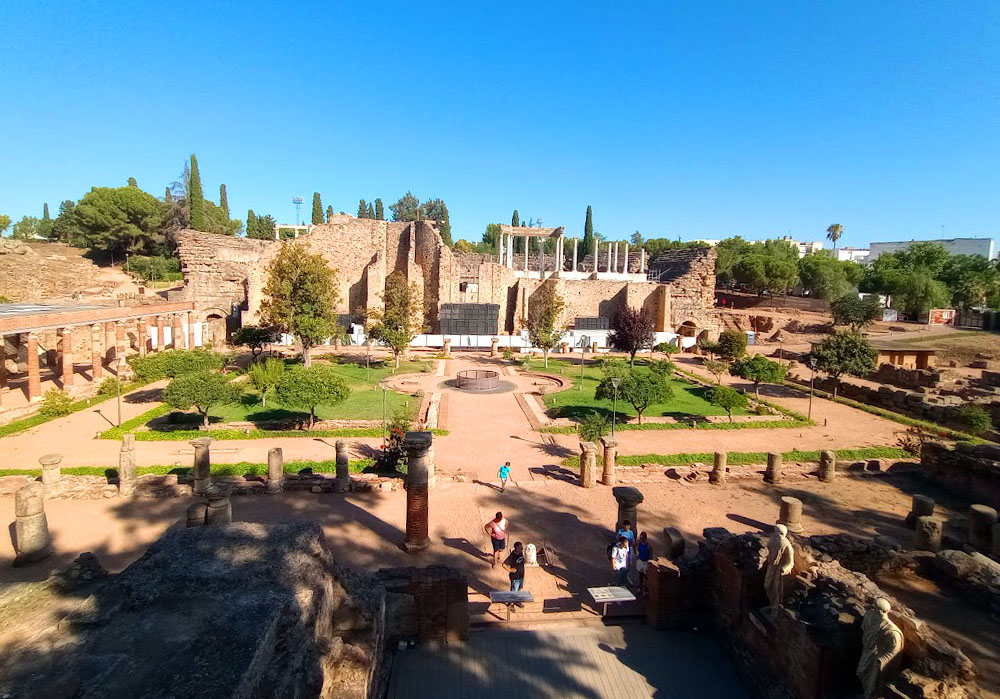
نمایی از پریست و تئاتر پشت آن.

پشت صحنه محوطه باغی است که با ستون‌ها و یک رواق چهار گوش احاطه شده است. از پریستایل (پیرامون بنا) به عنوان یک منطقه تفریحی استفاده می‌شد. در پایین این باغ، در محور با در اصلی صحنه، اتاق کوچکی وجود دارد که به فرقه امپراتوری اختصاص داشته و این مسئله در پرتره مجسمه‌ای از امپراتور سزار آگوستوس با لباس پاپ ماکسیموس که آنجا کشف شده، تأیید می‌شود. در گوشه شمالی حصار، بر فراز باغ، مستراح و در غرب بقایای خانه‌ای وجود دارد که پس از متروکه شدن تئاتر ساخته شده است. این اقامتگاه دارای یک حیاط احاطه شده توسط ستون‌ها و ستون‌نماها و چندین اتاق است که در بالای برخی از آنها یک اپیس (محراب) قرار گرفته و دارای نقاشی‌های دیواری است که پیکره‌های انسانی در اندازه واقعی را به تصویر می‌کشند.